# アレナ・ヒムキ
アレナ・ヒムキ（ロシア語: Арена Химки、英語: Arena Khimki）は、ロシア・モスクワ州ヒムキにあるサッカー専用スタジアム。2008年に開場し、FCヒムキがホームスタジアムとして使用している。

## 概要
2008年9月、FCヒムキの新たなホームスタジアムとして開場し、ロシア国内では初めてハイブリッド芝の一つであるグラスマスターを導入した。サッカー専用スタジアムとして設計されたため、陸上トラックがなく、ピッチとスタンドの距離が近い。ピッチを囲う4つのスタンド全てに屋根が付いており、その他設備も当時としては国内最先端のものだったため、FCディナモ・モスクワやPFC CSKAモスクワがUEFAチャンピオンズリーグなどの国際大会を行なったことがある。